# Familien-Indexsatz
In der Mathematik ist der Familien-Indexsatz eine Verallgemeinerung des Indexsatzes von Atiyah-Singer auf Familien von Differentialoperatoren, d. h. Faserbündel mit faserweisen Differentialoperatoren.

## Topologischer und analytischer Index für Familien von Fredholm-Operatoren
Sei {\displaystyle E\to X} ein Vektorbündel. Sei {\displaystyle \pi \colon Z\to Y} ein Faserbündel mit Faser {\displaystyle X} und {\displaystyle p\colon {\widetilde {E}}\to Z} ein Faserbündel, so dass {\displaystyle \pi \circ p\colon {\widetilde {E}}\to Y} ein Faserbündel mit Faser {\displaystyle E} ist.
Für Vektorbündel {\displaystyle E,F} über {\displaystyle X} bezeichne mit {\displaystyle {\overline {{\mathcal {P}}^{m}}}(X,E,F)} die Vervollständigung des Raums der Pseudodifferentialoperatoren {\displaystyle m}-ter Ordnung von {\displaystyle C^{\infty }(X,E)} nach {\displaystyle C^{\infty }(X,F)}. Man kann dann ein Faserbündel {\displaystyle {\overline {{\mathcal {P}}^{m}}}(Z,{\widetilde {E}},{\widetilde {F}})} über {\displaystyle Y} mit Faser {\displaystyle {\overline {{\mathcal {P}}^{m}}}(X,E,F)} konstruieren. Ein stetiger Schnitt dieses Bündels ist eine durch {\displaystyle X} parametrisierte stetige Familie von Pseudodifferentialoperatoren. Eine solche Familie heißt elliptisch, wenn jedes {\displaystyle P_{y},y\in Y} ein elliptischer Pseudodifferentialoperator ist. Weiter kann man ein „Symbolbündel“ {\displaystyle Symb(Z,{\widetilde {E}},{\widetilde {F}})} und eine Symbolabbildung {\displaystyle {\overline {{\mathcal {P}}^{m}}}(Z,{\widetilde {E}},{\widetilde {F}})\to Symb(Z,{\widetilde {E}},{\widetilde {F}})} konstruieren.
Nach dem Satz von Atiyah-Jänich entspricht eine durch {\displaystyle y\in Y} parametrisierte Familie von Fredholm-Operatoren {\displaystyle P_{y}} einem Element in {\displaystyle K(Y)}, der topologischen K-Theorie von {\displaystyle Y}. Dieses Element wird als {\displaystyle ind(P)} bezeichnet. Es hängt nur vom Symbol {\displaystyle \sigma } ab und kann deshalb auch als {\displaystyle ind(\sigma )} bezeichnet werden. Durch {\displaystyle \sigma \to ind(\sigma )} erhält man also für den Thom-Raum {\displaystyle TZ} des Vektorbündels {\displaystyle Z} eine Abbildung {\displaystyle K(TZ)\to K(Y)}, den „analytischen Index“ der Familie {\displaystyle P_{y}}.
Andererseits kann man den „topologischen Index“ der Familie {\displaystyle P_{y}} definieren wie folgt. Nach dem Einbettungssatz von Whitney hat man eine Einbettung {\displaystyle X\to \mathbb {R} ^{k}} und dann eine Einbettung {\displaystyle i\colon Y\to Z\times \mathbb {R} ^{k}}. Für die Thom-Räume erhält man einen Homomorphismus {\displaystyle i_{!}\colon K(TZ)\to K(Y\times T\mathbb {R} ^{k})}. Weiter hat man durch Bott-Periodizität einen Isomorphismus {\displaystyle j_{!}\colon K(Y)\to K(Y\times T\mathbb {R} ^{k})}. Die Abbildung {\displaystyle j_{!}^{-1}i_{!}\colon K(TZ)\to K(Y)} ist der topologische Index.

## Aussage des Familien-Indexsatzes
Der Familien-Indexsatz besagt, dass für eine Familie elliptischer Operatoren {\displaystyle P_{y},y\in Y} über einem kompakten Raum {\displaystyle Y} der analytische und topologische Index übereinstimmen.
Die kohomologische Version des Familien-Indexsatzes besagt
{\displaystyle ch(ind(P))=(-1)^{n}\pi _{*}(ch(u)\cdot {\mathcal {T}}(Z))},
wobei {\displaystyle \pi _{*}\colon H^{*}(TZ)\to H^{*}(Y)} der Gysin-Homomorphismus ist, {\displaystyle u\in K(TZ)} die Klasse des Symbols von {\displaystyle P}, {\displaystyle {\mathcal {T}}(Z)} die Todd-Klasse der Komplexifizierung von {\displaystyle Z}, und {\displaystyle n=dim(X)}. Anders als beim Atiyah-Singer-Indexsatz ist die kohomologische Version hier nicht äquivalent, sondern schwächer als der Familien-Indexsatz, da der Chern-Charakter {\displaystyle ch\colon K(Y)\to H^{*}(Y,\mathbb {Q} )} nicht injektiv sein muss.